# Angeiocystis audouinae
Angeiocystis audouinae is een soort in de taxonomische indeling van de Myzozoa, een stam van microscopische parasitaire dieren. Het organisme komt uit het geslacht Angeiocystis en behoort tot de familie Aggregatidae. Angeiocystis audouinae werd in 1904 ontdekt door Brasil.